# 玛琳娜·拉德尼娜

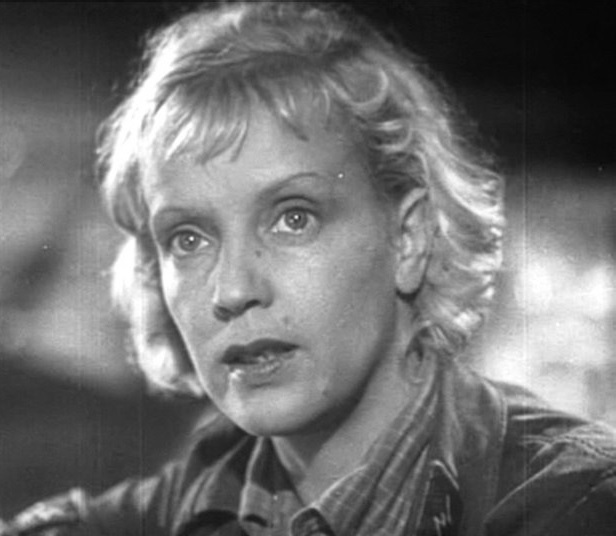
玛琳娜·拉德尼娜

玛琳娜·阿列克谢耶芙娜·拉德尼娜 (1908年6月24日 - 2003年3月10日）是一位苏联舞台剧和电影演员，丈夫是伊万·培利耶夫。  玛琳娜·拉德尼娜生于斯摩棱斯克省。 她於1950年獲評苏联人民艺术家，而且曾五次获得苏联国家奖。 